# Liste des aéroports les plus fréquentés en Hongrie
Cet article dresse la liste des aéroports les plus fréquentés de Hongrie quant au trafic passagers.

## En graphique
Pour des raisons techniques, il est temporairement impossible d'afficher le graphique qui aurait dû être présenté ici.

Voir la requête brute et les sources sur Wikidata.

## 2010-18
| Rang | Aéroport      | 2010      | 2011      | 2012      | 2013      | 2014      | 2015       | 2016       | 2017       | 2018       |
| ---- | ------------- | --------- | --------- | --------- | --------- | --------- | ---------- | ---------- | ---------- | ---------- |
| 1    | Budapest      | 8 190 089 | 8 920 653 | 8 504 020 | 8 520 880 | 9 155 961 | 10 298 963 | 11 441 999 | 13 097 223 | 14 867 491 |
| 2    | Debrecen      | 24 415    | 19 135    | 47 746    | 129 231   | 145 709   | 172 212    | 284 965    | 318 342    | 381 391    |
| 3    | Nyíregyháza   | 29 591    | 13 488    | 17 137    | 15 863    | 7 840     | 27 320     | 34 313     | 29 430     |            |
| 4    | Győr-Pér      | 11 112    | 18 976    | 30 314    | 31 274    | 33 817    | 29 437     | 21 454     | 22 785     |            |
| 5    | Hévíz-Balaton | 14 828    | 18 191    | 18 831    | 25 015    | 28 588    | 15 748     | 17 663     | 13 229     |            |
| 6    | Pécs-Pogány   | 6 201     | 7 200     | 5 400     | 3 946     | 2 341     | 2 582      | 3 644      | 4 595      |            |
| 7    | Szeged        | 29 222    | 22 107    | 24 572    | 22 643    | 19 891    |            |            |            |            |